# Cletrionominis
Els cletrionominis (Clethrionomyini) són una tribu de rosegadors de la família dels cricètids i la subfamília dels arvicolins. Tant les espècies vivents d'aquest grup com les espècies extintes tenen una àmplia distribució per Europa, Àsia i Nord-amèrica. Els fòssils més antics d'aquesta tribu s'han trobat prop de Kastorià (Grècia) i daten de Pliocè superior, fa 3,2 milions d'anys. Anteriorment es coneixia com la tribu dels miodinis (Myodini), però fou reanomenada en establir-se que Myodes era un sinònim més modern de Lemmus.